# Zud

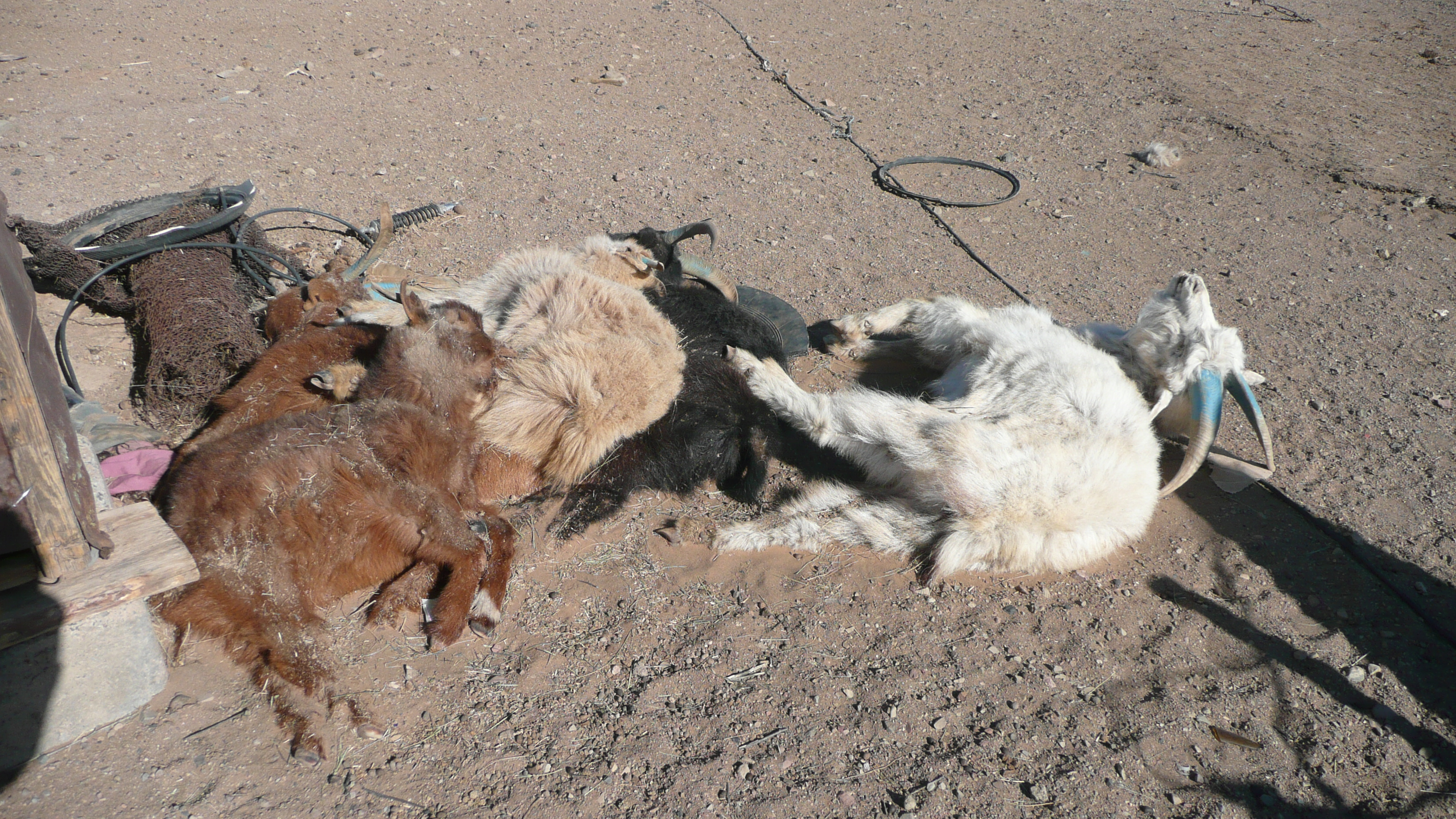
Oběti zudu v roce 2010

Zud nebo dzud (mongolsky зуд) je mongolské označení zimy obzvláště bohaté na sníh, při které dobytek není schopen vyhrabat potravu. Kvůli tomu značné množství zvířat během takové zimy uhyne hladem a zimou.
Protože hospodářství Mongolska je velmi závislé na pastevectví, rozsáhlý zud může způsobit hospodářskou a potravinovou krizi.
Mongolové rozlišují několik typů zudu, a to:
cagaan zud (bílý zud) - je situace, kdy napadne tolik sněhu, že se zvířata přes něj nemohou prohrabat k potravě. Je nejběžnějším typem zudu.
Char zud (černý zud) - je spojen s holomrazy, dobytek hyne zimou a žízní.
Tumer zud (železný zud) - nastává, pokud sníh nataje a opětovné zmrzne do silné ledové krusty, přes niž se zvířata nedokáží prohrabat k potravě. Je obzvlášť obávaný.
Chuiten zud (mrazivý zud) - je náhlý a velmi výrazný pokles teplot, dobytek hyne podchlazením.
Chavsarsan zud (smíšený zud) - je kombinací mrazivého zudu s jiným typem (bílý, černý či železný zud), ztráty na zvířatech bývají obzvlášť vysoké.
Zud ze zimy na přelomu let 2009 a 2010 byl nejhorší za posledních 50 let. Zasáhl zejména východní Mongolsko, kde pastevci přišli až o dvě třetiny stád. Těžce také postihl zde přezimující populace koně Převalského. To byl jeden ze zásadních momentů, proč začala Zoo Praha organizovat vlastní transporty koní Převalského z evropských zoo do mongolské přírody (projekt Návrat divokých koní).